# John Jaakke
John Jaakke (Hilversum, Holanda Septentrional, 3 de julio de 1954) es un abogado de los Países Bajos, y presidió el club de fútbol Ajax Ámsterdam de 2003 a 2008.
Llegó a la presidencia del Ajax en 2003, sucediendo a Michael van Praag quien había sido uno de los presidentes más longevos en el cargo dentro del club holandés, y, en ese año, ratificó a Louis van Gaal como director técnico del club.
En sus años como presidente del Ajax tuvo a entrenadores como Ronald Koeman y Danny Blind, ambos exjugadores de la institución, y a Henk ten Cate, ex asistente técnico de Frank Rijkaard en el F. C. Barcelona.
- Datos: Q2088988